# Moustache en fer à cheval

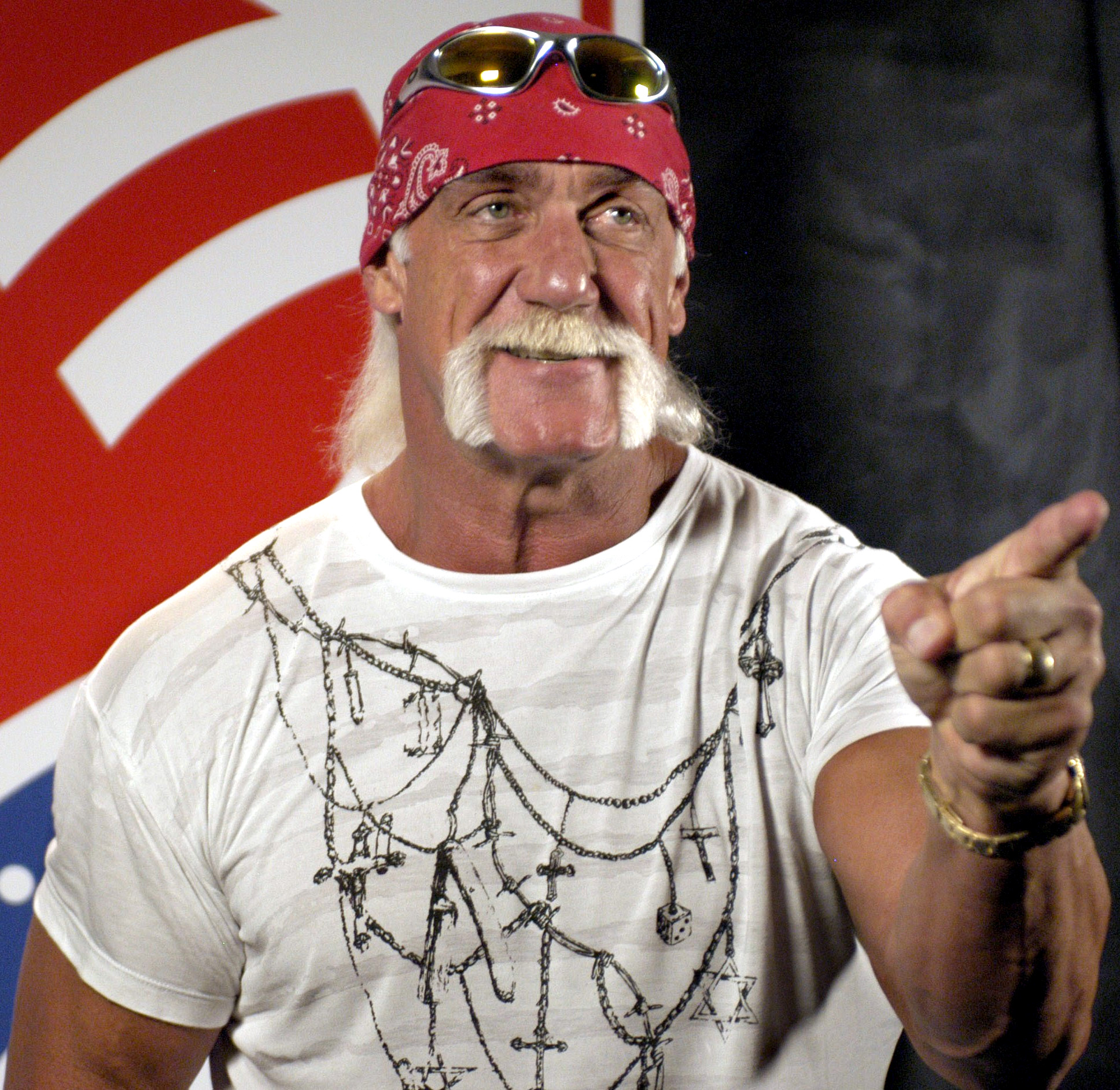
Hulk Hogan avec une moustache en fer à cheval.

Une moustache en fer à cheval est un style de moustache qui présente une ressemblance avec un fer à cheval du fait de sa forme. Celle-ci reste concentrée autour de la bouche, sans bouc et sans poils sur les joues.

## Historique

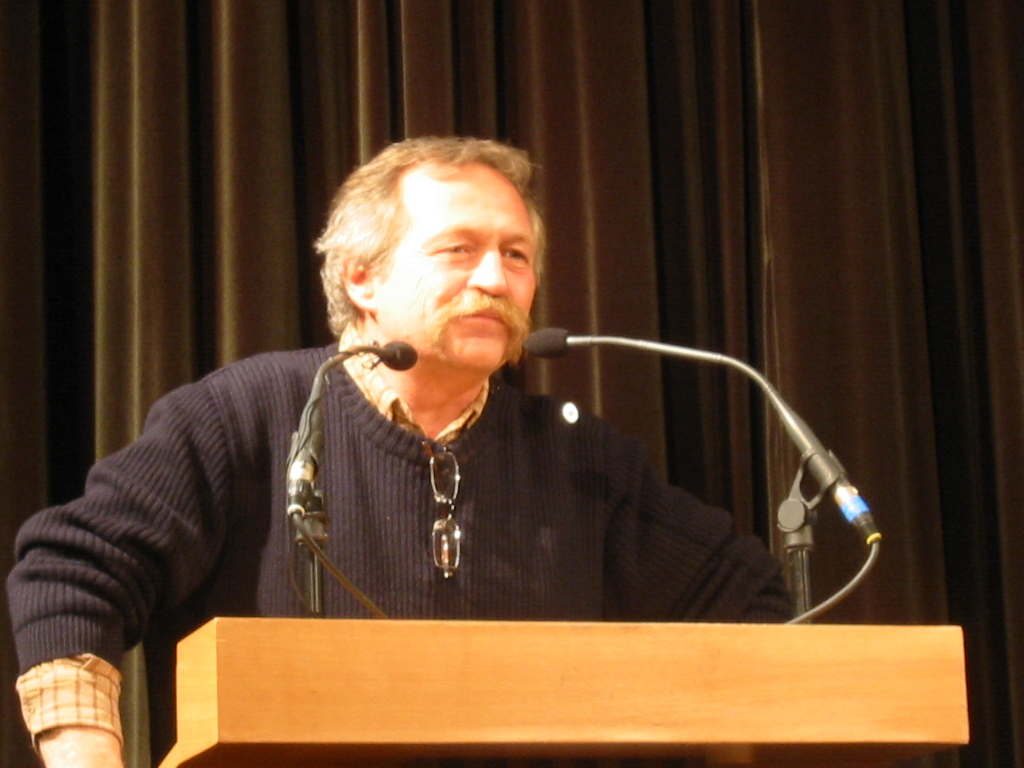
José Bové

Ce type de moustache a été rendu populaire aux États-Unis, notamment par le catcheur Hulk Hogan et en France, par l'écrivain et co-créateur du magazine Charlie-Hebdo, François Cavanna et l'homme politique José Bové. 